# 夏の夜の10時30分
『夏の夜の10時30分』（なつのよるのじゅうじさんじゅっぷん、原題：10:30 P.M. Summer）は、マルグリット・デュラスの同名小説に基づいて1966年に製作・公開されたアメリカ合衆国のドラマ映画である。ジュールズ・ダッシンが監督、メリナ・メルクーリとロミー・シュナイダー、ピーター・フィンチが出演した。スペインでロケーションが行われている。

## キャスト
| 役名         | 俳優                     | 日本語吹替        |
| 役名         | 俳優                     | ？版              |
| ------------ | ------------------------ | ----------------- |
| マリア       | メリナ・メルクーリ       | 富永美沙子        |
| ポール       | ピーター・フィンチ       | 家弓家正          |
| クレア       | ロミー・シュナイダー     | 信沢三恵子        |
| ジュディス   | イザベル・マリア・ペレス | 福山千穂美        |
| ロドリゴ     | ジュリアン・マテオス     | 日高晤郎          |
| 女支配人     |                          | 高村章子          |
| エミリオ     |                          | 藤城裕士          |
| ドイツ人     |                          | 原浩              |
| アナウンサー |                          | 宮下勝            |
| メイド       |                          | 秋元千賀子        |
| ウエイター   |                          | 宮本和男          |
| ウエイトレス |                          | 落合美穂          |
| 男(1)        |                          | 叶年央            |
|              |                          |                   |
| 演出         | 演出                     | 河村常平          |
| 翻訳         | 翻訳                     | 井場洋子          |
| 効果         | 効果                     | TFC               |
| 調整         | 調整                     | 中里勝範          |
| 制作         | 制作                     | 東北新社          |
| 解説         |                          |                   |
| 初回放送     | 初回放送                 | 1974年5月19日製作 |

## スタッフ
- 監督・製作：ジュールズ・ダッシン
- 撮影：ガボール・ポガニー
- 編集：ロジャー・ドワイア
- 音楽：クリストバル・アルフテル